# Ernie Henry
Ernie Henry, właśc. Ernest Albert Henry (ur. 3 września 1926 w Nowym Jorku, zm. 29 grudnia 1957 tamże) – amerykański saksofonista jazzowy. W grze na instrumencie odznaczał się własnym brzmieniem, choć jego styl pozostawał pod silnym wpływem Charliego Parkera. W latach 1956 i 1957 nagrał trzy albumy dla wytwórni Riverside. Zmarł w wieku 31 lat wskutek przedawkowania heroiny.

## Wybrana dyskografia
Opracowano na podstawie materiału źródłowego.

### Jako lider
- Presenting Ernie Henry (Riverside, 1956)
- Seven Standards and a Blues (Riverside, 1957)
- Last Chorus (Riverside, 1956-1957)

### Jako sideman
Kenny Dorham:
- 2 Horns/2 Rhythm (Riverside, 1957)

Matthew Gee:
- Jazz by Gee (Riverside, 1956)

Dizzy Gillespie:
- The Complete RCA Victor Recordings (Bluebird, 1937-1949)
- Dizzy in Greece (Verve, 1957)
- Birks' Works (Verve, 1957)
- Dizzy Gillespie at Newport (Verve, 1957)

Thelonious Monk:
- Brilliant Corners (Riverside, 1957)